# Draga (Dvor)
Draga is een plaats in de gemeente Dvor in de Kroatische provincie Sisak-Moslavina. De plaats telt 44 inwoners (2001).